# 남태희 (무술가)
남태희(南太熙, 1929년 3월 19일 ~ 2013년 11월 7일)는 선구적인 한국 태권도 사범이였으며 "베트남 태권도의 아버지"로도 알려져 있다. 최홍희와 함께 오도관'을 공동 창립하고 해외에서 태권도 원조 사범이라고 불리는 12명을 이끌었다.